# Euloxia obliquissima
Euloxia obliquissima är en fjärilsart som beskrevs av Walker 1861. Euloxia obliquissima ingår i släktet Euloxia och familjen mätare. Inga underarter finns listade i Catalogue of Life.